# 富永朋信
富永 朋信（とみなが とものぶ、1968年 - ）は日本のマーケター。静岡県出身。早稲田大学卒業。

## 概要
プロフェッショナルマーケター。「日本を代表するマーケター」の一人と評されることもある。
日経MJで「目標もしくは尊敬する著名マーケター」の1人として紹介されている。
西友、ドミノ・ピザジャパンなど4社でCMO。現在はPreferred Networks執行役員CMO、イトーヨーカドー顧問、日経XTrendアドバイザリーボード、厚生労働省年金局広報検討委員、内閣政府広報アドバイザーなどを務めるほか、アドインテなど数社でアドバイザーを務めている。
クリエイティブ・ディレクターの鹿毛康司氏とともに「富永・鹿毛流マーケティング実践プログラム」を主宰。
「マーケティングの核＝人間理解」という考え方に基づき、企業におけるマーケティングの実践、ブランド戦略、コミュニケーション設計、人事研修の設計実施などのアドバイザリー業務を行う 。

## 経歴
- 1968年　静岡県生まれ。
- 1992年　早稲田大学卒業[6]
- 1992年～2007年　コダック、日本コカ・コーラ（CCJC）、ブリティッシュ・アメリカン・タバコ・ジャパン（BAT）でマーケティング担当
- 2007年　ソラーレホテルズアンドリゾーツ入社（マーケティング本部長）
- 2008年　西友入社[7]（執行役員　マーケティング本部長）
- 2016年　ドミノ・ピザ ジャパン入社[8]（CMO）
- 2018年　イトーヨーカドー入社[9]（執行役員　営業本部副本部長兼販売促進室長）
- 2019年　Preferred Networks（プリファードネットワークス）入社[10]（CMO）

## 著書
- 『デジタル時代の基礎知識『商品企画』「インサイト」で多様化するニーズに届ける新しいルール』（翔泳社）[11]
- 『「幸せ」をつかむ戦略』（日経BP/タ゛ン・アリエリーとの共著）[11]